# 圣雷米叙比西
圣雷米叙比西（法語：Saint-Remy-sur-Bussy，法語發音：[sɛ̃ ʁemi syʁ bysi]，意为“比西上方的圣雷米”）是法国马恩省的一个市镇，属于香槟沙隆区。

## 地名
法语词“sur”意为“在……上方”，在地名中常接河名，此时地名按“XXX河畔XXX”译，但此处的“比西”（Bussy）并不是河名，而是临近的一个市镇，“Saint-Remy-sur-Bussy”一名意为“比西上方的圣雷米”。

## 地理
圣雷米叙比西（49°3'23"N, 4°34'53"E）面积34.65 平方千米，位于法国大東部大區马恩省，该省份为法国东北部内陆省份，北起阿登省，西北接埃纳省，西南接塞纳-马恩省，南至奥布省，东南接上马恩省，东临默兹省。
与圣雷米叙比西接壤的市镇（或旧市镇、城区）包括：比西堡、香槟地区拉克鲁瓦、索姆叙普、索姆图尔布、索姆韦勒、蒂卢瓦和贝莱。
圣雷米叙比西的时区为UTC+01:00、UTC+02:00（夏令时）。

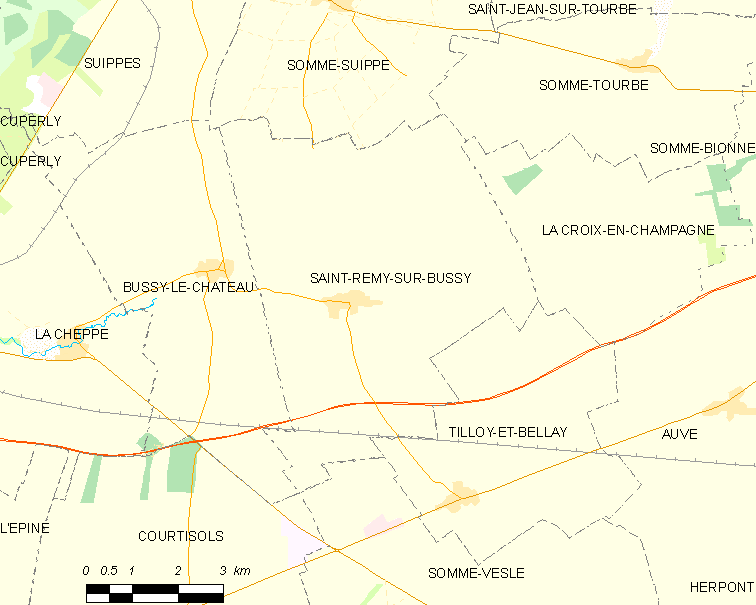
圣雷米叙比西的OSM定位图

## 行政
圣雷米叙比西的邮政编码为51600，INSEE市镇编码为51515。

## 政治
圣雷米叙比西所属的省级选区为阿戈讷-叙普-韦勒县。

## 人口

1962-2008年间圣雷米叙比西人口变化图示

圣雷米叙比西于2022年1月1日时的人口数量为329人。